# ميغان زهنغ
ميغان زهنغ (بالصينية: 鄭智允؛ بالإنجليزية: Megan Zheng) هي ممثلة سنغافورية، ولدت في 8 أكتوبر 1993 في سنغافورة.

## وصلات خارجية
- ميغان زهنغ على موقع IMDb (الإنجليزية)